# Mathias Dahlgren
Bo Mathias Dahlgren, född 10 mars 1969 i Umeå, är en svensk kock och krögare. Han vann år 1997 "kock-VM", Bocuse d'Or, något som ingen annan svensk hittills lyckats med, belönades med Gastronomiska akademiens guldmedalj 1998, och valdes till "Kockarnas kock" åren 1997, 1999, 2002, 2004, 2008, 2009, 2010 och 2012.
Dahlgren var medgrundare till restaurangen Fredsgatan 12 och drev 1996–2005 stockholmskrogen Bon Lloc som hade en stjärna i den prestigefyllda Guide Michelin. År 2007 öppnade Dahlgren (i Grand Hôtel i Stockholm) Matsalen, en exklusiv restaurant i eget namn – som år 2008 fick en första stjärna i Guide Michelin och året därpå uppgraderades till två stjärnor, samtidigt som sidorestaurangen Matbaren fick en Michelin-stjärna. Matsalen placerade sig år 2010 på 25:e plats på listan över världens bästa restauranger, men stängde i december 2016 för att ersättas av en ny restaurang i samma lokaler, vegetariska Rutabaga. 2023 ersattes Rutabaga av Seafood Gastro som erhöll 1 stjärna i Guide Michelin 2024 samt belönades Matbaren med Bib Gourmand samma år. 
Han är uppväxt i byn Storliden, två mil norr om Umeå i Västerbotten. Han var fram till 2012 gift med Anna som också arbetat nära honom i många år. Han är äldre bror till journalisten Erica Dahlgren.
Dahlgren har bland annat skrivit böckerna Mathias Dahlgren kokbok (Prisma 2001), Bon Lloc med Ingar Nilsson (Prisma 2003) och Det naturliga köket med Jens Linder (Norstedts 2010). Med Bonnier:  Hemkunskap (2016), Rutabaga- fokus på grönsaker (2018) Kokbok för grå dagar(2019) Mat i sommartid( 2022)